# Fritz Jacoby (Mediziner)
Fritz Jacoby (* 14. Januar 1902 in Berlin; † 29. September 1991 in Leeds) war ein deutscher Mediziner.

## Leben und Tätigkeit
Jacoby war der Sohn einer jüdischen Medizinerfamilie. Sein Vater war Allgemeinmediziner in Berlin.
Nach dem Besuch eines humanistischen Gymnasiums studierte Jacoby ab 1920 Medizin an den Universitäten Berlin und Freiburg. Die Approbation erhielt er 1926. Anschließend arbeitete er vier Jahre am Rudolf-Virchow-Krankenhaus in Berlin und dann in der anatomisch-pathologischen Abteilung des Krankenhauses am Urban. Zu dieser Zeit kam er erstmals mit der Erforschung von Gewebekulturen in Berührung.
Nach der Machtergreifung der Nationalsozialisten im Frühjahr 1933 wurde Jacoby im Juni 1933 aufgrund seiner jüdischen Herkunft aus dem Staatsdienst entfernt. Er emigrierte nach Großbritannien, wo er eine Stelle am Strangeways Laboratory der Universität Cambridge fand. Bald danach wechselte er an das Physiology Department derselben Universität, wo er sich als Mitarbeiter der Histology Unit unter Nevill Willmer und Joseph Barcroft der Erforschung von Gewebekulturen widmete, ein Forschungsgebiet, auf dem er in den folgenden Jahren zu einer führenden Kapazität in Großbritannien wurde. 1935 wechselte er an das Department of Physiology der University of Birmingham, wo er bis Kriegsende lehrte und forschte. Bereits 1937 wurde ihm von dieser Universität ein PhD-Grad für seine Forschungsleistungen verliehen.
Von den nationalsozialistischen Polizeiorganen wurde Jacoby nach seiner Emigration als Staatsfeind eingestuft: Im Frühjahr 1940 setzte das Reichssicherheitshauptamt in Berlin ihn auf die Sonderfahndungsliste G.B., ein Verzeichnis von Personen, die im Falle einer erfolgreichen deutschen Invasion Großbritanniens durch die Sonderkommandos der SS-Einsatzgruppen mit besonderer Priorität ausfindig gemacht und verhaftet werden sollten.
1947 erhielt Jacoby eine Anstellung als Senior Lecturer für Histologie am University College of South Wales and Monmoutshire in Cardiff. Daneben war er Teilzeit-Mitarbeiter der British Empire Cancer Campaign. Kurz vor seinem Weggang von dieser Universität spendete er den Jacoby Prize, der jährlich an vielversprechende Undergraduate-Studenten in Zytologie und Histochemie verliehen wird.
1966 erhielt Jacoby einen Lehrstuhl an der University of Wales. 1969 wurde er emeritiert.
Nach dem Tod seiner Frau zog Jacoby 1990 von Cardiff nach Leeds, wo er 1991 starb.
Jacoby war Mitglied der Physiological Society und der Anatomical Society sowie der European und der American Tissue Culture Associations.

## Familie
Jacoby war seit 1934 verheiratet mit Lilo Neumann († 1990), einer Krankenschwester, mit der er seit 1931 verlobt war. Beide hatten zwei Töchter (Edna, Helen) und einen Sohn (Michael).

## Schriften
- "The Rate of Cell Division of Hen Monocytes in vitro", in: Journal of Physiology, Jg. 90, 1937, 23P.
- "Further Observations on the Manner in Which Cell Division of Chick Fibroblasts in Affected by Embryo Juice", in: Journal of experimental Biology, Jg. 14, S. 255.
- "On the Identity of Blood Monocytes and Tissue Macrophaes. Their Growth Rates in Vitro", 1938.
- "Synchronous Mitoses in a Binucleate Macrophage in Vitro", in: Journal of Physiology, Jg. 98, 1940, 6 P.
- The Anatomy of the Female Pelvis, 1943. (zusammen mit C.F.V. Smout)
- Gynaecological and Obstetrical Anatomy, 1948. (zusammen mit C.F.V. Smout)
- "A Quantitative Analysis of the Growth of Pure Populations of Fowl Macrophages in Vitro", in: Exp. Cell Res. Suppl', 1, 454
- Gynaecological and Obstetrical Anatomy and Functional Histology, 1953. (zusammen mit C.F.V. Smout)
- Kapitel "Ovarian Histochemistry" in Zuckermans The Ovary, 1962.